# Jaap van de Merwe

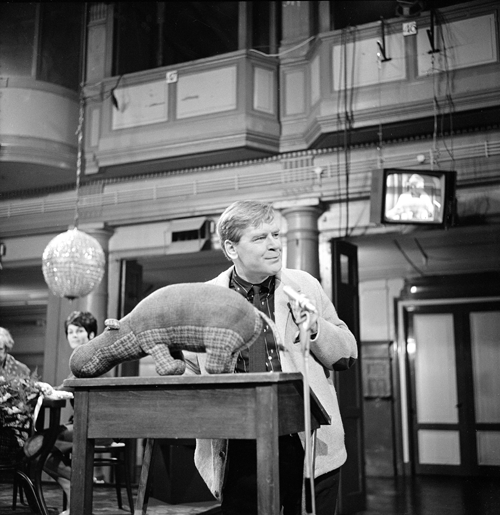
Jaap van de Merwe in Mies en scène in 1968

Jacob Marinus (Jaap) van de Merwe (Rotterdam, 14 september 1924 – Oosterhout, 19 februari 1989) was een Nederlands cabaretier en tekstschrijver.

## Levensloop

### Cabaret
Hij groeide op in een sociaaldemocratisch milieu in Rotterdam. Kort na de bevrijding werd hij journalist bij de krant Het Vrije Volk, waar hij werkte tot 1 oktober 1959. Op 21 oktober 1959 ging onder zijn leiding het Leidsepleincabaret van start met het programma Alle gekken kijken. Andere leden van het programma waren Marjan Berk, Ruud Bos, Peter Lohr, Adèle Bloemendaal, Hansje Toussaint en Aart Brouwer. De politieke teksten waren zeer scherp en deden veel stof opwaaien. Dat gold ook voor volgende programma's als "Ze doen maar" en "Olifant met een lange snuit of de afgang der autorariteiten", maar het succes nam af. Van de Merwe liet zich door vrienden, noch critici overtuigen om de uitvoering van zijn teksten aan anderen over te laten en moest ten slotte in 1970 stoppen met zijn cabaret.

### VARA
Van 1968 tot 1975 maakte hij het radioprogramma 't Oproer kraait over het socialistische (strijd)lied. Hij schreef, bewerkte of vertaalde de teksten zelf en engageerde artiesten als Frits Lambrechts, Adèle Bloemendaal, Tonny Huurdeman, Jules de Corte, Rob van de Meeberg, Jenny Arean en Gerard Cox voor de uitvoering. Van 1970 tot 1972 werd ook een aantal afleveringen van het programma voor de televisie gemaakt door regisseur Rob Touber. Van de Merwe had succes met een aantal door hemzelf geschreven liederen, zoals "Drie eskadrons" over de Slag om de Grebbeberg in mei 1940.
In de jaren zeventig werkte Van de Merwe vooral voor de VARA, de socialistisch georiënteerde radio- en televisieomroep. Hij maakte onder meer de Nederlandse bewerking van de Engelse tv-serie Steptoe and Son, die hier als Stiefbeen en zoon (met Rien van Nunen en Piet Römer) op de buis verscheen. Voor de televisie bewerkte hij verder nog Hands Up, Majesteit (1965), Mijn geweten en ik (1966) en Till Death Us Do Part (Tot de dood ons scheidt), nog beter bekend in de Amerikaanse versie All in the Family.
Ook schreef en vertaalde hij musicals, onder anderen over het leven van Pieter Jelles Troelstra. Daarnaast bereidde hij een biografie voor van Gerrit Jan Zwertbroek, die postuum verscheen. In 1979 schreef hij de thriller Daar komen de wijven. Thriller uit warm Amsterdam.
Van de Merwe overleed op 64-jarige leeftijd tijdens een bezoek aan zijn broer aan een hartaanval. Na zijn overlijden in 1989 is zijn archief in bruikleen gegeven aan het Theater Instituut Nederland; het is toegankelijk voor het publiek.

## Beknopte bibliografie
- Pyramus en Thisbe (1950)
- Merwe, Jaap van de (1974). Gij zijt kanalje, heeft men ons verweten!: Het proletariërslied in Nederland en Vlaanderen. Bruna, Utrecht (etc.). (OCLC 781545135)
- Daar komen de wijven. Thriller uit warm Amsterdam (1979), verschenen na zijn echtscheiding van Pijkel Schröder, die voorzitter van de Rooie Vrouwen was.[3]
- Het zwarte schaap van de rooie familie (1989) Amsterdam - Nijgh & Van Ditmar (ISBN 90-236-7103-1)